# Castelvecchi
Castelvecchi è una casa editrice italiana
con sede a Roma, fondata nel 1993 da Alberto Castelvecchi e passata alla gestione del gruppo editoriale e di distribuzione libraria Lit di Pietro D'Amore in seguito a fallimento.

## Storia
La Castelvecchi è nata all'inizio degli anni novanta in un periodo di fermenti dovuto allo sviluppo dell'informazione, delle strategie di comunicazione, in cui sono nati il cyberpunk e le nuove tecnologie. Pubblica libri di narrativa e saggistica italiana e straniera.
La casa editrice ha pubblicato numerosi titoli di autori esordienti o emergenti: tra gli altri, Woobinda (riedito da Einaudi col titolo di Superwoobinda con 12 racconti aggiunti) di Aldo Nove, Fluo di Isabella Santacroce, passata successivamente a Feltrinelli, Mind invaders. Come fottere i media: manuale di guerriglia e sabotaggio culturale, di Luther Blissett, del quale alcuni componenti hanno poi pubblicato con Einaudi.
Nel 2002, la casa editrice fallisce. Il marchio viene ripreso dal Gruppo Lit - Vivalibri, a cui appartengono anche Elliot Edizioni, Arcana Edizioni, Ultra Edizioni, Orme Editori e Intento. Nel 2012, Alberto Castelvecchi, che era stato nominato Direttore Editoriale a seguito della nuova gestione successiva al fallimento, viene sostituito da Felice Di Basilio.
La casa editrice è stata al centro di polemiche e proteste dei collaboratori non pagati.
Alcune delle collane sono: Le Navi (saggistica tradizionale), Etcetera (saggi brevi con una forte impronta divulgativa sui grandi temi della contemporaneità), Storie (testimonianze, biografie, diari, memorie), Ritratti (autobiografie e biografie d'autore di protagonisti della Storia, della cultura, dell'arte), Rx (attualità, inchieste), Diwan (saggistica e letteratura dedicate alla riva sud del Mediterraneo), Segno (graphic novel, racconti illustrati, fumetti d'epoca), Le Monete (la storia antica), Emersioni (narrativa di scrittori emergenti).